# Kaym
Kaym, kaymis – często występujące określenia w kronikach krzyżackich obok lauksu,  najprawdopodobniej to określenie rozbudowanej zagrody Prusów, można traktować jako odpowiednik polskiego dworu. W kaymie mieszkał gospodarz (rikijas) oraz zależna czeladź (czasem niewolna, nierzadko uzbrojona i stanowiąca drużynę). Kaym stanowił część składowa lauksu i zachowywał jego nazwę. Na przykład Kabe-lauke (wspólnota osadnicza Kabe), Kabe-kaym (dwór w Kabe) (Kabikiejmy, Krelikiejmy itd.). W obrębie jednego luksu mogło być więcej niż jeden dworów (kaym). W przypadku, gdy zachowała się tylko jedna forma nazewnictwa (lauks:  Gunlauken, Lindelauke), można wnioskować, że w obrębie lauksu nie doszło do powstania dworu (kaymu), albo też został zniszczony i nie zachował się w nazwie późniejszych miejscowości. Jeżeli natomiast zachowała się nazwa wyłącznie z wyrażeniem –kaym, można przypuszczać, że całkowicie zniszczono lauks, a zachowała się jedynie pamięć o dworze (kaym).
Właściciel kaymu nie uzyskiwał w lauksie dodatkowych uprawnień, ani żaden inny mieszkaniec lauksu nie by uzależniony od właściciela dworu (nie dotyczy to  czeladzi niewolnej). W przypadku zubożenia właściciela dworu-kaymu i utraty służby-niewolników, domy czeladzi pozostawały puste, mogły też z czasem zostać rozebrane lub ulegały naturalnemu zniszczeniu. Przy zmniejszeniu się wielkości zagrody, dwór-kaym ulegał naturalnej likwidacji, a sama zagroda nie różniła się od innych w lauksie. Nazwa ”kaym” mogła się dłużej utrzymać w nazewnictwie miejsca.
Czeladź niewolna była traktowana w szczególny sposób. Prusowie nie brali nigdy do niewoli dorosłych mężczyzn (których zabijali na miejscu). Uprowadzali wyłącznie kobiety i dzieci. Kobiety wykorzystywane były w gospodarstwie, jako nałożnice lub były sprzedawane. Chłopców wychowywano w rodzinie Prusów bez świadomości pochodzenia tak, aby osiągnąwszy dorosłość wiernie służyli rikijsowi (w tym zbrojnie).